# Flores de Ávila
Flores de Ávila és una població espanyola situada a la Comunitat Autònoma de Castella i Lleó (província d'Àvila), a la comarca de la Moraña, partit judicial d'Arévalo. Està situat a 898 m d'altitud, latitud 40,9346, longitud -5,0782.
Població, segons dades oficials de l'Instituto Nacional de Estadística del 2004, es compon de 211 homes i 190 dones.

## Toponímia
Flores d'Àvila també ha rebut altres noms al llarg de la història. Noms, no obstant, no tan afortunats com l'actual, ja que va rebre també el nom de Vellacos i Porquerizas en diferents èpoques.

## Monuments del poble

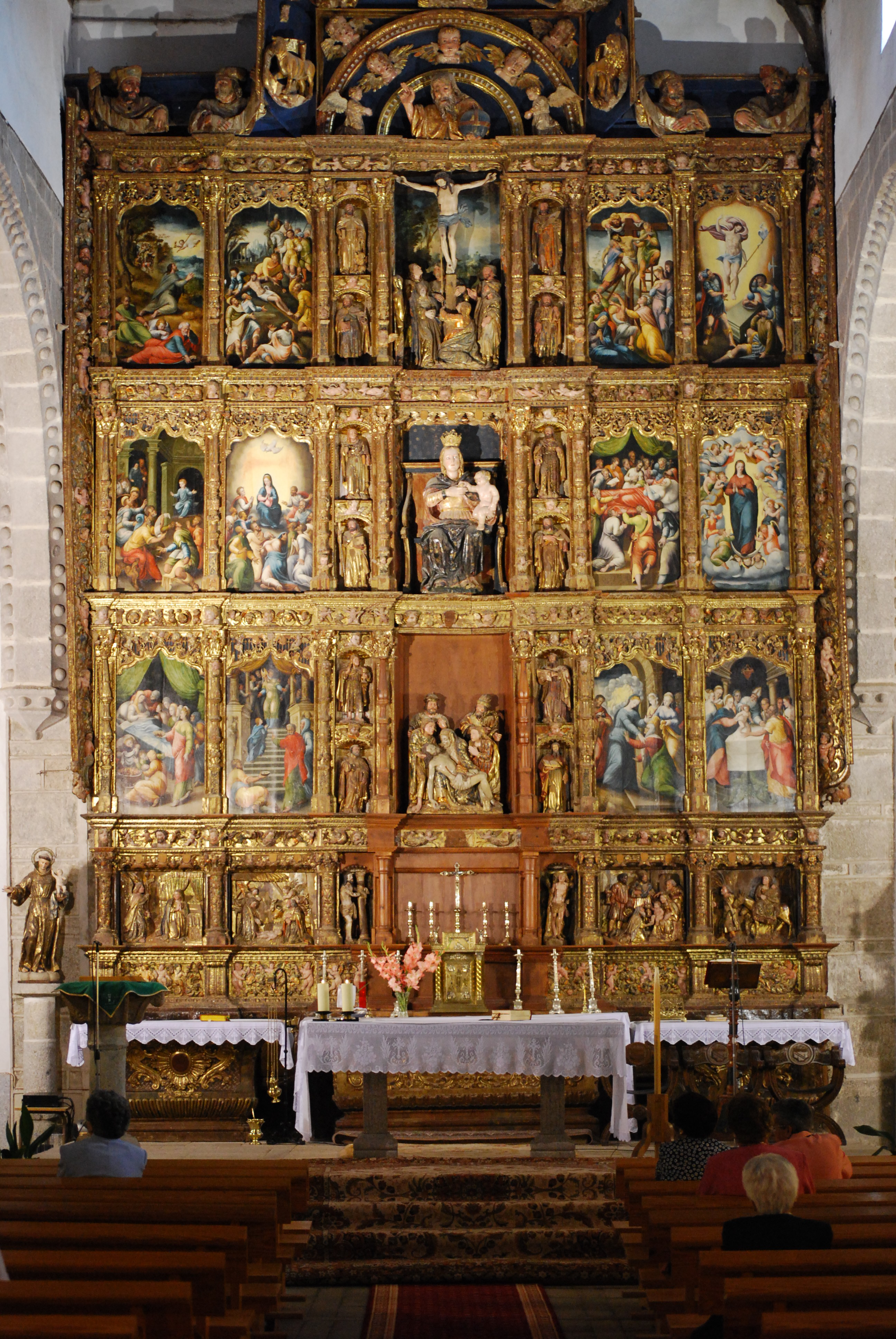
Retaule de l'església de Santa María del Castillo

L'església de Santa María del Castillo, construïda sobre una ermita anterior d'origen mudèjar.
Té tres naus, la central de doble amplada que les laterals i amb més alçada.
Cal destacar el retaule major, d'igual alçada i amplada que la nau central, ja que és una obra renaixentista del s. XVI amb pintures de Diego de Rosales.
Hi ha un cenotafi (monument sepulcral que s'erigeix en memòria d'un personatge important, però que no en conté les despulles), amb mosaics de Sevilla i Talavera (s. XVI), a un dels laterals de l'església. Aquest cenotafi es coneix com el "Hombre de Piedra".

## Economia
Els pilars principals de l'economia són la ramaderia i l'agricultura.

## Geografia
Prop del poble, es troba La Atalaya, un turó (935 m) des del que es pot veure la comarca de La Moraña, i en l'horitzó les províncies de Valladolid i Salamanca i fins i tot les serres del Sistema Central.
A prop del poble de Flores de Ávila passa el riu Trabancos, que és un riu estacional.

## Demografia
| Evolució demogràfica de Flores de Àvila de 1900 a 1991 |      |      |      |      |      |      |      |      |      |
| 1900                                                   | 1910 | 1920 | 1930 | 1940 | 1950 | 1960 | 1970 | 1981 | 1991 |
| 946                                                    | 942  | 847  | 879  | 910  | 1043 | 997  | 697  | 603  | 466  |

| Evolució demogràfica de Flores de Àvila de 2000 a 2005 |      |      |      |      |      |
| 2000                                                   | 2001 | 2002 | 2003 | 2004 | 2005 |
| 434                                                    | 428  | 416  | 403  | 401  | 394  |

## Festes locals
Les festes locals de Flores d'Àvila se celebren el dia 27 de juny, dia del seu patró San Zoilo.
El 16 d'agost també se celebra San Roque.